# Sterowiec Yamady Nr 3
Sterowiec Yamady Nr 3 – trzeci japoński sterowiec zaprojektowany i zbudowany przez Isaburō Yamadę.

## Tło historyczne
Pierwszy lot balonu w Japonii odbył się w kwietniu 1876 i już w rok później dowództwo Armii Japońskiej rozpoczęło eksperymenty z użyciem balonów na uwięzi. Jednym z pionierów baloniarstwa w Japonii był Isaburō Yamada, który opracował szereg różnego typu balonów, używanych przez Armię Japońską między innymi w czasie oblężenia Port Artur. Yamada nie tylko zaprojektował i wybudował używane przez Armię balony, ale sam czternastokrotnie wzbił się na ich pokładzie w powietrze w czasie oblężenia. W 1909 do Japonii przybył Benjamin Hamilton ze sterowcem własnej konstrukcji. Na jego pokładzie, w czerwcu 1909, wykonał w Tokio pierwszy w Japonii lot aerostatem tego typu. Yamada już wcześniej zaprojektował własny sterowiec (zachowany opis i plany wskazują na to, że nie był projekt możliwy do zrealizowania) ale zapoznawszy się z konstrukcją Hamiltona, Yamada zaprojektował i zbudował w 1910 pierwszy japoński sterowiec znany jako Sterowiec Yamady Nr 1, który odbył tylko jeden lot i w 1911 nieco bardziej udany Nr 2.

## Sterowiec Yamady Nr 3
Trzeci sterowiec Yamady, znany po prostu jako Nr 3, po raz pierwszy wzbił się w powietrze na początku czerwca lub 1 lipca 1911. Nie zachowały się żadne informacje źródłowe na temat jego konstrukcji, możliwe jest, że był to zreperowany bądź przebudowany Nr 2. Według niektórych źródeł sterowiec w czerwcu 1911 odbył lot z Osaki to Tokio skąd powrócił do Osaki we wrześniu 1911, inne źródła sugerują, że sterowiec odbył lot tam i z powrotem z Osaki do Tokio 17 września z okazji wizyty cesarza.
Informacje dotyczące historii sterowców Nr 2 i Nr 3 są bardzo niepewne.
Większość źródeł zgadza się, że w późniejszym czasie Nr 3 został sprzedany do Chin ale także z zastrzeżeniem, że nie jest to pewna informacja i być może dotyczy ona Nr 4.